# Pa i circ (Star Trek)
"Pa i circ" (títol original en anglès "Bread and Circuses") és el vint-i-cinquè i penúltim episodi de la segona temporada de la sèrie de televisió de ciència-ficció estatunidenca Star Trek. Escrit per Gene Roddenberry i Gene L. Coon i dirigit per Ralph Senensky, es va emetre per primera vegada el 15 de març de 1968.
A l'episodi, el capità Kirk i els seus companys es veuen obligats a lluitar en combats de gladiadors en un planeta semblant a l'Imperi Romà, però que posseeix la tecnologia de la Terra de mitjans del segle xx.
El seu nom és una referència a la frase "Panem et circenses" extreta de la Sàtira X escrita pel poeta Juvenal. En l'ús modern, la frase implica una població distreta de problemes més importants pels plaers bàsics del menjar i l'entreteniment.

## Argument
La  nau estel·lar de la Federació USS Enterprise està de patrulla rutinària quan troba les restes d'un vaixell d'exploració de la Flota Estel·lar, el SS Beagle. El Beagle estava sota el comandament del capità R. M. Merik (William Smithers), a qui el capità Kirk va conèixer durant els seus dies a l'Acadèmia de la Flota Estel·lar. El primer oficial Spock traça el camí de les runes fins a un planeta en el "Sistema 892" fins ara inexplorat.
En arribar, la tripulació de l’Enterprise supervisa una emissió de televisió d'estil del segle XX des del planeta que mostra imatges del que sembla ser un combat de gladiadors romans. Així, la cultura del planeta es revela com una mena de paral·lel del segle XX a l'Antiga Roma de la Terra. Un locutor es refereix a un dels gladiadors com William B. Harrison després de la seva mort; Spock l'identifica a partir dels registres del vaixell com un dels oficials de vol del Beagle.
Kirk, Spock i el Dr. McCoy baixen al planeta per investigar. Són capturats i portats davant Septimus (Ian Wolfe), el líder d'un grup d'esclaus fugits, que els pregunta si són "fills del Sol". Septimus explica que va ser un senador fins que va sentir les "paraules del Sol" i va ser esclau per heretgia. Encara que el seu aliat Flavius (Rhodes Reason) suggereix matar el grup d'aterratge, Septimus decideix que no representen cap amenaça.
Kirk revela que està buscant el capità Merik, que els esclaus suggereixen que és Mericus, el "Primer Ciutadà". En Flavius, un antic gladiador, és encarregat per Septimus que l'ajudi i condueix en Kirk i el seu grup a la ciutat propera. Aviat són capturats i portats davant en Mericus, que revela que ell és Merik, i el procònsol Claudius Marcus (Logan Ramsey), que convida el grup de desembarcament a seure i parlar en privat. Merik explica que el Beagle va patir danys i es va veure obligat a aterrar per reparar-lo; relata que quan va conèixer en Claudius Marcus i va conèixer la seva cultura, va acceptar que el planeta s'havia de protegir de la contaminació cultural a tota costa. Aleshores, Merik va lliurar la seva pròpia tripulació per assimilar-se o quedar esclava i obligat a lluitar com a gladiadors (Harrison era anomenat "l'últim dels bàrbars"), mentre que el mateix Merik es va assimilar i es va convertir en Mericus. Merik i Marcus intenten convèncer en Kirk perquè la tripulació de l' Enterprise abandoni la seva nau i s'integri a la cultura del planeta. Kirk rebutja les seves demandes i, en canvi, indica a l'enginyer en cap Scott, en codi, que el grup d'aterratge té problemes, però que no s'ha de fer cap intent de rescat.
Enfadat, Marcus envia a Spock i McCoy a l'arena televisiva, obligant-los a lluitar contra Flavius al costat d'un gladiador natiu anomenat Aquil·les. Spock domina Aquil·les i fa servir un pessic vulcanià a Flavius, posant fi a la lluita amb una calamarsa de xiulets i esbroncades pregravades. Spock i McCoy són portats de nou a la presó mentre Kirk és condemnat a una execució televisada programada per l'endemà pel Gestor de TV, també conegut com "Mestre dles Jocs". Aquella nit, Kirk és portat a casa del procònsol i li donen "unes últimes hores com a home" amb l'esclava Drusilla.
Quan comença la transmissió de l'execució, Flavius és assassinat en un intent fallit de rescatar Kirk; Kirk aconsegueix matar el Mestre dels Jocs i dos guàrdies abans que Marcus enviï els guàrdies restants per matar-lo; a l' Enterprise, Scott utilitza els raigs tractors de la nau per provocar un apagada elèctrica a la ciutat, permetent a Kirk alliberar Spock i McCoy. Merik ha canviat de parer i fa senyals a l' Enterprise amb un comunicador robat perquè enviï Kirk i el grup, per la qual cosa està apunyalat mortalment per Marcus. El grup de desembarcament es desmaterialitza només un segon abans que els guàrdies obrin foc amb els seus subfusells.
De tornada a l'Enterprise, Spock expressa sorpresa que un culte que adorava el sol prediqués la fraternitat universal, opinava que l'adoració del sol era una superstició primitiva, sense aquesta filosofia al darrere. La tinent Uhura, després d'haver supervisat les comunicacions del planeta durant tot aquest temps, té la resposta: "No és el sol al cel. És el Fill de Déu". El capità està sorprès: "Cèsar i Crist. Els tenien tots dos. I la Paraula només s'està estenent ara."

## Doblatge al català
L’episodi va ser doblat al català pels estudis Tecni-3 (primera part) i Diálogo (segona part) i emés a TV3 l’any 1989.
| Personatge                | Actor/actriu     | Veu en català                      |
| ------------------------- | ---------------- | ---------------------------------- |
| James T. Kirk             | William Shatner  | Jordi Boixaderas                   |
| Spock                     | Leonard Nimoy    | Isidre Sola i Llop                 |
| Leonard McCoy             | DeForest Kelley  | Eduard Lluís Muntada               |
| Montgomery Scott 'Scotty' | James Doohan     | Joan Carles Gustems Domènec Farell |
| Nyota Uhura               | Nichelle Nichols | Glòria Roig Azucena Díaz           |
| Pavel Chekov              | Walter Koenig    | Quim Roca Pep Madern               |
| Septimus                  | Ian Wolfe        | Manuel Lázaro                      |
| Merik                     | William Smithers | Claudi Garcia                      |
| Claudius Marcus           | Logan Ramsey     | Enric Arredondo                    |
| Flavius                   | Rhodes Reason    | Salvador Vives                     |
| Drusil·la                 | Louis Jewell     | Pilar Rubiella                     |

## Producció
Les metralladores utilitzades pels guàrdies romans a l'episodi són Madsen M-50 daneses.
Lois Jewell va dir en una entrevista que es van fer dos vestits per al seu personatge, un vestit d'esclau gris i el vestit de nit revelador amb el qual va entretenir el capità Kirk. D'això, va dir: "Va ser un vestit molt exòtic, el va fer el dissenyador que ho va dissenyar tot per a Star Trek. Es va dissenyar i es va fer, i s'havien d'assegurar, en l'ajust, que encaixava correctament. I encara rebo molts comentaris quan estic a les convencions de Star Trek sobre aquest vestit."
El personatge Claudius Marcus porta l'escut d'armes de Shakespeare al seu vestit, un dels molts exemples de Shakespeare a Star Trek.
El Reactor, un cotxe propietat del fabricant i personalitzador d'automòbils estatunidenc Gene Winfield, es va utilitzar a l'obertura i es va anomenar Júpiter 8.

## Recepció
El 2013, la revista W.I.R.E.D. va classificar aquest episodi com un dels deu episodis més subestimats de la sèrie de televisió original.
Una guia de marató de sèries de Star Trek del 2018 de Den of Geek, va recomanar aquest episodi com un dels millors de la sèrie original.
Christian Blauvelt situa aquest episodi a la posició 68a dels 79 episodis de la sèrie original, manifestant que l'episodi es limita a repetir la fórmula de la sèrie. Zach Handlen de The A.V. Club dóna a l'episodi una nota de B- trobant que si bé l'episodi ofereix un punt de vista interessant sobre la Primera Directiva, és repetitiu i recicla molts conceptes ja vists a la segona temporada. Tanmateix, va trobar que l'episodi tenia bones idees, com ara la substitució del camp de batalla per un estudi de televisió i les discussions entre Spock i McCoy.